# Vicente de Albalat
Vicente de Albalat y Navajas (Caudete, 6 de octubre de 1840-†Bilbao, 9 de abril de 1874) fue un militar español. 
Sirvió en Infantería y en la Guardia Civil y combatió posteriormente en la tercera guerra carlista del lado legitimista, hallando la muerte en el sitio de Bilbao.

## Biografía
Nacido en Caudete (Albacete), hizo sus primeros estudios en el Seminario de Orihuela. Hizo la carrera militar y a los 16 años de edad fue nombrado caballero cadete del Regimiento de Infantería del Rey. Marchó a Filipinas en 1859, con el empleo de subteniente y el cargo de ayudante de Campo del comandante general de la isla de Mindanao. Luego sirvió en la Guardia Civil de aquel Archipiélago y allí ascendió a teniente. Al regresar a la Península en 1866 fue destinado al Regimiento de Infantería de Sevilla, de guarnición en Tortosa.
A principios del año 1868 ingresó (previo examen) en el Instituto de la Guardia Civil, siendo entonces destinado, de puesto, a una hora de Albacete.
Cuando tuvo lugar la Revolución de Septiembre, el Teniente Albalat formó parte de la columna que atacó a los revolucionarios en Alcoy. Poco después solicitó y obtuvo su licencia absoluta y se fue a París, donde ofreció su espada y sus servicios a Carlos de Borbón y Austria-Este, quien le nombró ayudante de Campo del comandante general carlista de la frontera hispano-francesa.

### Tercera guerra carlista
Vicente de Albalat entró en España a fines de abril del año 1872 y combatió en la sorpresa de Oroquieta. Emigró de nuevo debido al convenio de Amorebieta, y en la primavera del siguiente año volvió a entrar en campaña con el empleo de Comandante. Se distinguió en la victoria carlista de Eraul, donde por muerte del Teniente Coronel primer jefe de un Batallón, quedó él mandándolo durante el resto del combate. También destacó en la batalla de Udave; en el ataque y toma de Estella; en las acciones de Allo y Dicastillo y en la batalla de Montejurra (con cuya medalla fue agraciado). Por aquellas operaciones de guerra llegó a obtener el empleo de Teniente Coronel y la Placa Roja de la Real Orden del Mérito Militar.
A principios del año 1874 fue nombrado Jefe de Estado-Mayor de la Comandancia General carlista de Castilla y como tal acompañó al General Santiago Lirio en la fracasada expedición a Santander. Ejerció después de ella el cargo de Jefe de Estado-Mayor del General carlista Marqués de Valde-Espina durante el sitio de Bilbao; y al presentarse en la línea carlista el Capitán de Navío Barón de Bretauville y el Coronel de Infantería Enrique Chacón, enviados por Don Carlos para reconocer las posiciones del enemigo en los alrededores de Bilbao, les acompañó en el reconocimiento que practicaron, y en él le quitó la vida una granada de la batería republicana del cementerio, que reventó en la parte superior del muslo derecho del Teniente Coronel Vicente de Albalat. Sus restos estuvieron enterrados en el cementerio de Durango hasta que en 1907 fueron trasladados a su pueblo natal, para reposar en la capilla de San Francisco de Asís, construida en Caudete a expensas de su hermano el General carlista Francisco de Albalat, Conde de San Carlos (por Carlos VII).
También combatieron en las filas carlistas, en el Ejército del Centro, sus otros hermanos, José María y Emigdio de Albalat y Navajas. Estuvieron bajo las órdenes del comandante general carlista del Maestrazgo Francisco Vallés, del General Antonio Lizárraga y, finalmente, del Coronel Miguel Lozano, a quien acompañaron por su célebre expedición por las provincias de Albacete, Murcia y Jaén, hasta la sorpresa de Bogarra.